# 高安重一
高安 重一 （たかやす しげかず、1966年- ）建築設計事務所 アーキテクチャー・ラボ 代表取締役・一級建築士。東京理科大学と明治大学で非常勤講師、日本工学院専門学校講師。千葉県旭市生まれ。日本の建築家。

## 経歴
銚子市立銚子高等学校を経て、1989年、東京理科大学理工学部建築学科卒業。1990年-1995年、東京理科大学助手。1992年に一級建築士取得。1995年、高安重一事務所設立し、2003年現事務所に改組。

## 受賞歴
- 1997年（平成9年）  SDレビュー入選・鹿島賞入賞
- 1998年（平成10年） JCDデザイン賞奨励賞
- 2002年（平成14年） 第28回東京建築賞優秀賞
- 2002年（平成14年） 第17回日本建築士会連合会賞奨励賞
- 2004年（平成16年） 中之島新線駅企画デザインコンペティション優秀賞（共同設計）、JCDデザイン賞 入選Awards Shigekazu Takayasu
- 2005年（平成17年） 東京建築士会「住宅セレクションvol.1」選定コンペティション優秀賞、Tokyo Society of Architects, "House Selection